# Sestav šestih tetraedrov
Sestav šestih tetraedrov je v geometriji simetrična porazdelitev 8 tetraedrov. Lahko ga tudi naredimo tako, da včrtamo zvezdni oktaeder (stelo oktangulo) v kocko v sestavu treh kock ali s
stelacijo vsakega oktaedra v sestavu treh oktaedrov. 

## Vir
- Skilling, John (1976), »Uniform Compounds of Uniform Polyhedra«, Mathematical Proceedings of the Cambridge Philosophical Society, 79: 447–457, doi:10.1017/S0305004100052440, MR 0397554.